# Радагайз
Радагайз (Radagaisus; на гръцки: Ροδογαισοζ; † 23 август 406 г.) е готски крал, вероятно гревтунг, евентуално скит. Историците Зосим, Орозий, Исидор Севилски, Олимпиодор и Августин пишат за него.

## Управление
През 405 г. Радагайз е северно от Дунав. През 405/406 г. води, в ядрото готи, вандали, германи и алани, около 20-хилядна войска, с общо 100 000 души от поробените хунски територии, към Горна Италия. По пътя за Италия разрушава всичко. Той обсажда Флоренция, но в битката при Фиезоле е разбит от войските на западноримския генерал Стилихон, в която са и войски на хуните с Улдин и на готите с вестготския генерал Сар.
След загубата Радагайз попада в плен и след това е убит на 23 август 406 г. във Флоренция заедно със синовете му. Стилихон присъединява противниковата войска към своята, a остатъкът е даден в робство – цените за роби падат ниско заради голямото предлагане.